# Малък чардак
Малък чардак е село в Южна България. То се намира в община Съединение, област Пловдив. Преди 1878 година името на селото е Чардакли.

## Редовни събития
Всяка година се прави събор на селото. Датата е 5 и 6 май.
1. ↑  www.grao.bg